# Polygrammodes fruhstroferi
Polygrammodes fruhstroferi là một loài bướm đêm trong họ Crambidae.